# Al Hairston
Alan Leroy "Al" Hairston (Beckley, Virginia Occidental, 11 de diciembre de 1945) es un exjugador y entrenador de baloncesto estadounidense que disputó dos temporadas en la NBA. Como entrenador, dirigió durante nueve temporadas al equipo de la Universidad de Seattle de la División I de Baloncesto Masculino de la NCAA. Con 1,85 metros de estatura, jugaba en la posición de Base.

## Trayectoria deportiva

### Universidad
Jugó durante tres temporadas con los Falcons de la Universidad de Bowling Green, promediando en su última temporada 14,5 puntos por partido, lo que le valió para ser incluido en el segundo mejor quinteto de la Mid-American Conference.

### Profesional
Fue elegido en la quincuagésimo segunda posición del Draft de la NBA de 1968 por Seattle SuperSonics, y por los Kentucky Colonels en el draft de la ABA, fichando por los primeros. En su primera temporada con los Sonics fue una de las últimas opciones para su entrenador, Al Bianchi, jugando en 39 partidos en los que promedió 2,2 puntos y 1,0 asistencias.
Al año siguiente únicamente disputaría tres partidos antes de ser despedido.

### Entrenador
Comenzó su carrera de entrenador en el Garfield High School de Seattle, para pasar posteriormente a ser en entrenador principal de la Universidad de Seattle durante nueve temporadas, en las que consiguió 89 victorias y 169 derrotas. Posteriormente fue dos años asistente en la Universidad de Washington, entrenando desde entonces en high school.

## Estadísticas de su carrera en la NBA

### Temporada regular
| Temporada | Edad | Equipo              | Liga | P  | TIT | MIN | TC  | TCA | %TC  | 3P | 3PA | %3P | TL  | TLA | %TL   | R.OF. | R.DEF. | REB | ASIS | ROB | TAP | PER | FP  | PTS |
| 1968-69   | 23   | Seattle SuperSonics | NBA  | 39 |     | 7.0 | 1.0 | 2.9 | .333 |    |     |     | 0.2 | 0.4 | .571  |       |        | 0.9 | 1.0  |     |     |     | 0.9 | 2.2 |
| 1969-70   | 24   | Seattle SuperSonics | NBA  | 3  |     | 6.7 | 1.0 | 2.7 | .375 |    |     |     | 0.3 | 0.3 | 1.000 |       |        | 1.7 | 2.0  |     |     |     | 1.0 | 2.3 |
| Total     |      |                     | NBA  | 42 |     | 7.0 | 1.0 | 2.9 | .336 |    |     |     | 0.2 | 0.4 | .600  |       |        | 1.0 | 1.0  |     |     |     | 0.9 | 2.2 |